# ロジェ・ラペビー

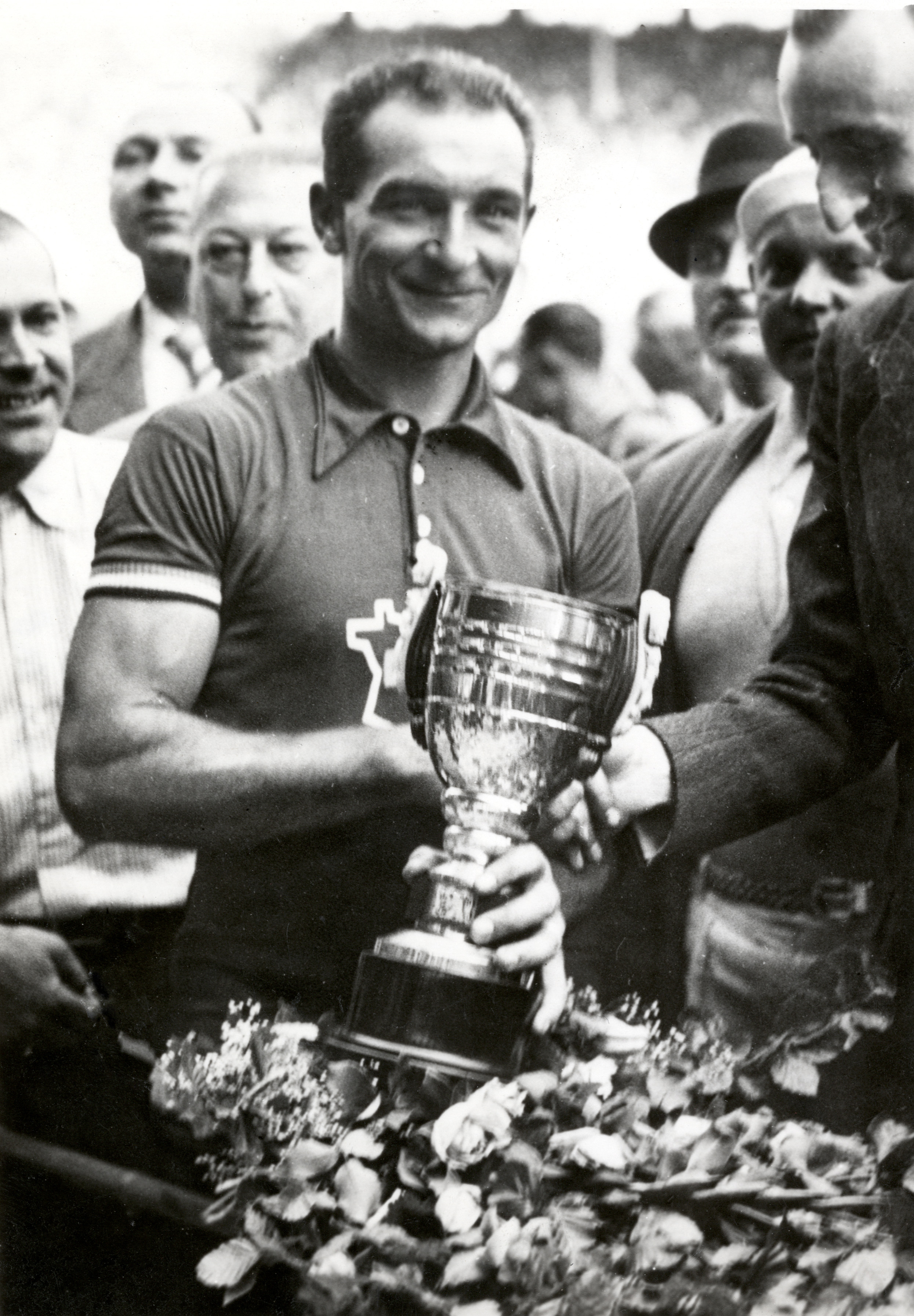
ロジェ・ラペビー

ロジェ・ラペビー（Roger Lapébie、1911年1月16日 - 1996年10月12日）は、フランス、バイヨンヌ出身の自転車競技選手。

## 経歴
1936年のベルリンオリンピックで2つの金メダルを獲得したギュイ・ラペビーの実兄。
1932年、ツール・ド・フランス第12ステージを勝利。
1933年、国内選手権優勝。
1934年、クリテリウム・アンテルナシオナルを制覇。ツール・ド・フランスでは区間4勝を挙げ総合3位に入る。また、パリ〜ニースでは総合2位。
1937年、ルネ・ル・グレーヴとのコンビで2度目のクリテリウム・アンテルナシオナルを制覇。パリ〜ニースでも総合優勝を果たした。同年のツール・ド・フランスでは、第9、17C、18Aステージを制し、第17Aステージ終了後に、シルヴェール・マースからマイヨ・ジョーヌを奪取。そのまま最後まで守りきって総合優勝を果たした。
77歳になっても毎日自転車に乗っていた晩年のラペビーを追う『行け、ラペビー！』（1988年）が、フランス・ドキュメンタリー映画の名匠ニコラ・フィリベール監督によって撮られている。